# Vespa dominicensis
Vespa dominicensis är en getingart som beskrevs av Jean Nicolas Vallot 1802. Vespa dominicensis ingår i släktet bålgetingar, och familjen getingar. Inga underarter finns listade i Catalogue of Life.